# Eschendorf (Ostrach)
Eschendorf ist ein Teilort Tafertsweilers, eine von acht Ortschaften der baden-württembergischen Gemeinde Ostrach im Landkreis Sigmaringen.

## Geographie

### Geographische Lage
Der Teilort Eschendorf liegt auf einer Höhe von 611 m ü. NHN, 5,1 Kilometer nordöstlich der Ortsmitte Ostrachs, nordöstlich von Tafertsweiler, nordwestlich von Bachhaupten, südlich des Bad Saulgauer Teilorts Friedberg, dem Spatzenwald (625,2 m ü. NHN) im Westen und dem Schneitholz (638,5 m ü. NHN) im Osten.
Durch Eschendorf fließt der am Brühl (656,8 m ü. NHN) bei Bachhauupten entspringende Mühlbach, der in seinem späteren Verlauf Friedberger Bach genannt wird und bei Hundersingen in die Ostrach mündet.

## Geschichte
Im Zuge der Gebietsreform in Baden-Württemberg wurde die Gemeinde Tafertsweiler mit dem Ort Eschendorf am 1. Oktober 1974 nach Ostrach eingemeindet.

## Wirtschaft und Infrastruktur

### Bürgerbus

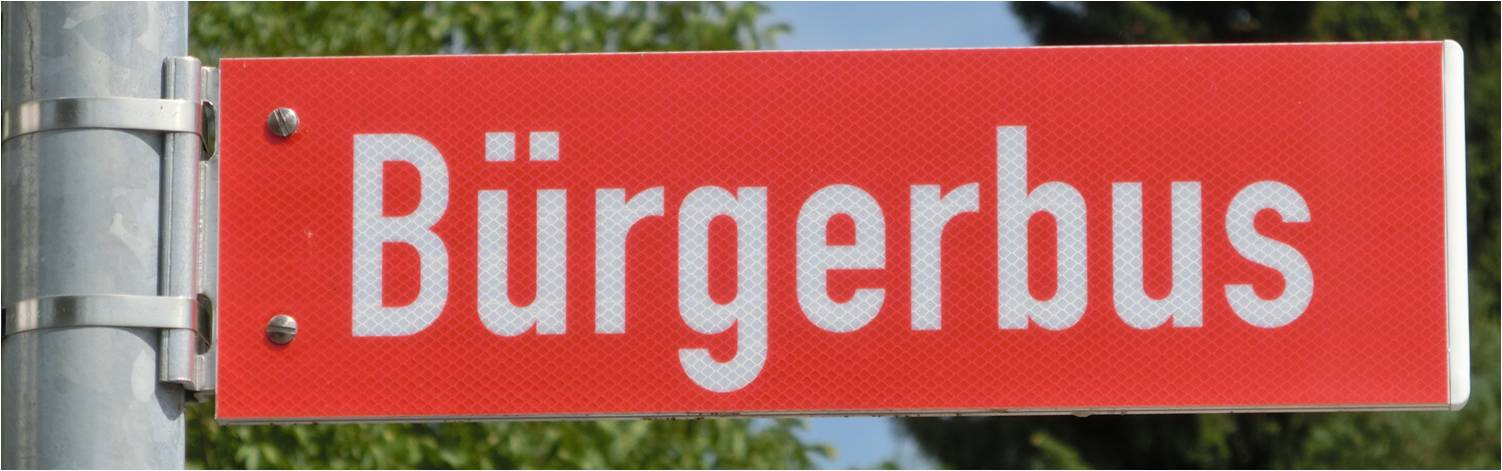
Haltestelle "Bürgerbus"

Der Ostracher Bürgerbus ergänzt den öffentlichen Nahverkehr und verbessert unter anderem die Mobilität von Menschen mit Behinderungen. An drei Tagen in der Woche fährt der Bus nach einem festen Plan zwischen der Ostracher Ortsmitte und Tafertsweiler, Eschendorf, Bachhaupten sowie Wirnsweiler.

Der Bürgerbus wird von der Gemeinde Ostrach finanziert und vom Bürgerbus-Verein sowie ehrenamtlichen Fahrern und Helfern betrieben.